# 진지 (촉한)
진지(陳祗, ? ~ 258년)는 촉한의 관료로, 자는 봉종(奉宗)이며 예주 여남군 사람이다. 유선의 대에 동윤의 뒤를 이어 시중(侍中)에 올랐다가, 여예가 죽은 뒤에는 상서령 겸 진군장군이 되었다. 당시 대장군 강유보다 직책이 낮았으나, 유선에게 깊이 신임과 총애를 받아 강유보다 실권이 더 컸다. 충후(忠侯)라는 시호를 추증받았다. 환관 황호와 더불어 촉한 멸망의 토대를 제공한 인물로 평가된다.

## 생애
진지의 생애는 진수(陳壽)의 삼국지 촉서 동윤전에 기술되어 있다.
어려서 고아가 되어 허정의 집에서 자랐다가 약관의 나이에 출사하여 선조랑(選曹朗)이 되었다.
연희 7년(244) 동윤이 죽고 난 뒤, 비의(費禕)는 그를 높게 평가하여 동윤의 뒤를 이어 시중의 직책에 있도록 하였다. 진지는 동윤 대신 시중이 되자 황호(黃皓)와 결탁하였으며 이때부터 황호는 정사에 관여하게 되었다. 진지가 총애를 받은 뒤부터 진지가 유선에 아부하는 데다가 황호가 그 사이에서 말을 더하였기 때문에 유선은 죽은 동윤이 자신을 경시했다고 믿고 죽은 동윤을 원망하였다.
연희 14년(251) 여예가 죽은 뒤에 진지는 그의 뒤를 이어 상서령이 되었고, 진군장군을 더하였다. 위로는 황제의 뜻을 받고 아래로는 환관이나 소인들과 사귀었는데 유선에게 깊이 신임과 총애를 받아 강유보다 더 실권이 컸다.
경요 원년(258), 진지가 세상을 떠나자 유선은 비통해하였으며 충후(忠侯)라는 시호를 추증하였다. 촉의 대신 중에서 시호를 받았던 이는 법정(法正), 제갈량(諸葛亮), 장완(蔣琬), 비의, 하후패(夏侯霸), 관우(關羽), 장비(張飛), 마초(馬超), 황충(黃忠), 방통(龐統), 조운(趙雲) 정도였다는 점으로 미루어 볼 때 유선의 총애가 컸음을 짐작하게 하는 대목이다.
진지가 죽은 뒤 진지의 아들 진찬은 관내후, 작은 아들 진유는 황문시랑이 되었다.

## 같이 보기
- 삼국지 인물 목록